# Kościół Niepokalanego Poczęcia Najświętszej Maryi Panny w Lisim Polu
Kościół Niepokalanego Poczęcia Najświętszej Maryi Panny w Lisim Polu – katolicki kościół filialny zlokalizowany we wsi Lisie Pole w gminie Chojna, w powiecie gryfińskim (województwo zachodniopomorskie). Jest filią parafii Świętego Krzyża w Nawodnej.

## Historia i architektura
Kościół został wzniesiony pod koniec XIII wieku z kostki granitowej. Jest budowlą salową, sytuowaną na rzucie prostokąta. W 1893 roku świątynia przeszła gruntowną przebudowę w stylu neogotyckim. Od strony wschodniej nawę zamknięto wówczas pięcioboczną absydą, do której przylega zakrystia. Wymurowano także nowe szczyty i okna, zaś w elewacji zachodniej wybito nowy portal wejściowy i dodano nad nawą drewnianą wieżę. W ścianie południowej zachowały się ślady po pierwotnym portalu wejściowym, także w ścianie północnej zaburzenie warstw wskazuje na znajdujące się tam dawniej przypuszczalnie portal i zakrystię.
Po zakończeniu II wojny światowej kościół został rekonsekrowany jako świątynia katolicka w 1946 roku przez księdza Jana Czechowicza.
Nawa główna kościoła nakryta jest płaskim stropem belkowanym, prezbiterium natomiast sklepieniem żebrowym. W tylnej części świątyni znajduje się wsparta na słupach XIX-wieczna drewniana empora chórowa, oryginalne wyposażenie wnętrza nie zachowało się. Na wieży zawieszone są dwa dzwony, z XV i XX wieku.
Do kościoła przylega dawny cmentarz, otoczony kamiennym murem. Zachował się na nim dawny pomnik ku czci mieszkańców wsi poległych w I wojny światowej, po 1945 roku przerobiony na podstawę figury maryjnej.